# Michel Miyazawa
Michel Miyazawa (宮澤 ミッシェル, Miyazawa Michel) est un footballeur japonais né le 14 juillet 1963 dans la préfecture de Chiba au Japon.